# Dorcianus angulicollis
Dorcianus angulicollis är en skalbaggsart som beskrevs av Leon Fairmaire 1901. Dorcianus angulicollis ingår i släktet Dorcianus och familjen långhorningar.
Artens utbredningsområde är Madagaskar. Inga underarter finns listade i Catalogue of Life.